# Clavicula Salomonis Regis
Clavicula Salomonis Regis  (även kallad "Salomos mindre nyckel", Lemegeton eller Lemegeton Clavicula Salomonis) är en bok med svartkonst och besvärjelser sammanställd under mitten av 1600-talet. Den delas upp i fem böcker: 1. Ars Goetia, 2. Ars Theurgia-Goetia, 3. Ars Paulina, 4. Ars Almadel och 5. Ars Notoria.
Större delar av materialet går att finna från i varierande form från äldre manuskript. Vissa av dessa har hävdats datera tillbaka till 1300-talet eller tidigare.

## Ars Goetia
Den första boken i Clavicula Salomonis Regis kallas Ars Goetia, och innehåller bland annat en lista över 72 demoner, samt besvärjelser för att tillkalla dessa. Ars Goetia är till informationen nästintill identisk med den katalog av demoner som presenteras av Johann Weyer (eller John Weier) som Pseudomonarchia daemonum i hans bok De Praestigiis Daemonum från 1563. I Wiers text finns dock inga demoniska sigill, och demonerna åkallas med en enkel besvärjelse, inte med den detaljerade ritual som återfinns i Lemegeton.

### De sjuttiotvå demonerna

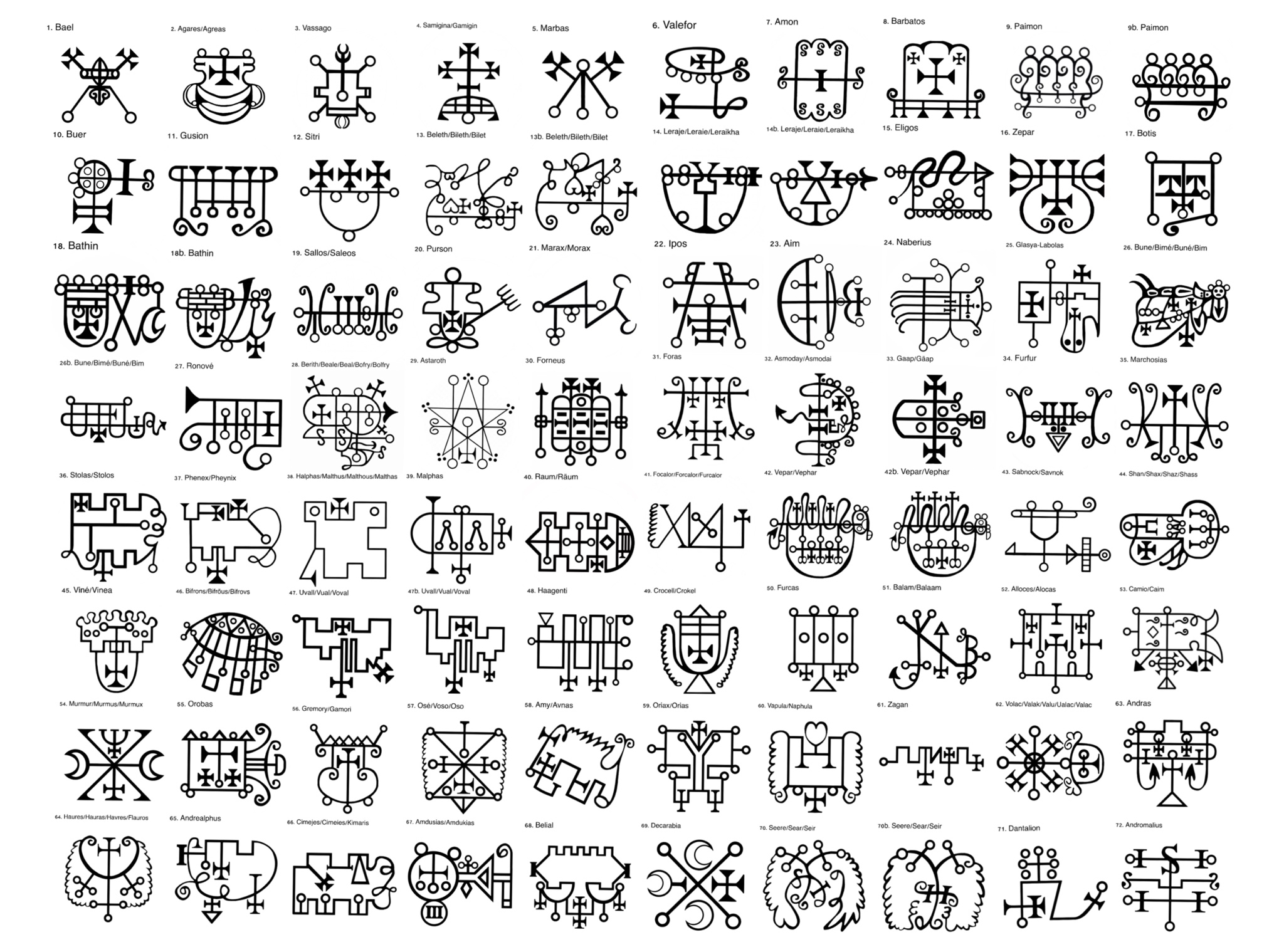
De 72 demonernas sigill, stundom kallade Salomos sigill.

Demonernas namn (angivna nedan) är hämtade från Ars Goetia, vilken skiljer sig i antal och nummer från Pseudomonarchia Daemonum av Johann Weyer. Som ett resultat av flera översättningar, figurerar flera stavningar för vissa namn.
1. Kung Baal
2. Hertig Agares
3. Prins Vassago
4. Markis Samigina
5. President Marbas
6. Hertig Valefar
7. Markis Amon
8. Hertig Barbatos
9. Kung Paimon
10. President Buer
11. Hertig Gusion
12. Prins Sitri
13. Kung Beleth
14. Markis Leraje
15. Hertig Eligos
16. Hertig Zepar
17. Greve/President Botis
18. Hertig Bathin
19. Hertig Sallos
20. Kung Purson
21. Greve/President Marax
22. Greve/Prins Ipos
23. Hertig Aim
24. Markis Naberius
25. Greve/President Glasya-Labolas
26. Hertig Buné
27. Markis/Greve Ronové
28. Hertig Berith
29. Hertig Astaroth
30. Markis Forneus
31. President Foras
32. Kung Asmoday
33. Prins/President Gäap
34. Greve Furfur
35. Markis Marchosias
36. Prins Stolas
37. Markis Phenex
38. Greve Halphas
39. President Malphas
40. Greve Räum
41. Hertig  Focalor
42. Hertig Vepar
43. Markis Sabnock
44. Markis Shax
45. Kung/Greve Vine
46. Greve Bifrons
47. Hertig Vual
48. President Haagenti
49. Hertig Crocell
50. Riddar Furcas
51. Kung Balam
52. Hertig Alloces
53. President Caim
54. Hertig/Greve Murmur
55. Prins Orobas
56. Hertig Gremory
57. President Ose
58. President Amy
59. Markis Orias
60. Hertig Vapula
61. Kung/President Zagan
62. President Valac
63. Markis Andras
64. Hertig Flauros
65. Markis Andrealphus
66. Markis Kimaris
67. Hertig Amdusias
68. Kung Belial
69. Markis Decarabia
70. Prins Seere
71. Hertig Dantalion
72. Greve Andromalius